# Famille de Soria
 (juillet 2023).
Si vous disposez d'ouvrages ou d'articles de référence ou si vous connaissez des sites web de qualité traitant du thème abordé ici, merci de compléter l'article en donnant les références utiles à sa vérifiabilité et en les liant à la section « Notes et références ».
La famille de Soria est la première et la plus ancienne famille des douze lignages de Soria, ville d'Espagne en Vieille-Castille. Les généalogistes et autres chroniqueurs s’accordent à dire que cette très ancienne lignée provient de Fortun Lopéz, dit le Chevalier, compagnon d’armes du roi Alphonse Ier d'Aragon, qui a reconquis la ville de Soria au pouvoir des Maures en 1122, durant la Reconquista. Il ne trouva que ruine et désert, et rebâtit et repeupla cette cité à la demande du roi. Le monarque, satisfait, lui accorda en remerciement le privilège de prendre pour lui et ses descendants le nom et les armes de cette cité.

## Origines et généralités
Don Fortun Lopéz de Soria avait épousé Dona Elira Pérez, fille du seigneur de Fuenteamergil. Leur descendance forma huit branches, qui passèrent en Castille, en Navarre, en Aragon, en Estrémadure, en Andalousie, aux Amériques, en France.
Les Soria s'illustrèrent au service de l'État, de l'Église, et dans la conquête des Amériques. Les différents membres de ses branches occupèrent dans leurs cités, au cours des siècles, de nombreuses fonctions de justice et militaires.
Plusieurs Soria furent des conquistadors qui s'implantèrent et firent souche en Argentine, aux Canaries, au Mexique, en Bolivie.

## Honneurs et titres
- En 1236, Marin Lopéz de Soria fut commandeur de l'ordre de Santiaguista.
- En 1494, Diego de Soria reçu de la chancellerie royale de Valladolid des lettres de confirmation de noblesse.
- En 1530, Lope de Soria reçu de l'empereur Charles Quint le titre de chevalier du Saint-Empire ainsi que le privilège de porter dans ses armes un aigle éployé.
- Alonso de Soria en 1608 ; Francisco de Soria en 1679 ; Ana, Antonia et Manuel de Soria en 1791 furent admis dans l’Établissement Noble de la ville de Madrid.
- Francisco de Soria y Moya et Leonardo de Soria furent admis dans l’ordre de Calatrava.
- Francisco de Soria y Soria appartenait à l’ordre royale de Charles III d'Espagne.
- Diego de Soria reçu au milieu du XVIIe le titre de marquis de Crispano.
- Jeronimo de Soria y Velasquez reçu du roi Philippe V d'Espagne le titre de marquis de Villahermosa de Alfaro.
- Cristobal José de Soria y Escober, diplomate, reçut en 1736 le titre de marquis de Bondad Real.

Les titres de comte de Soria et baron de Soria furent souvent portés de manière courtoise par les ainés et les cadets des différentes branches, comme c'était souvent l'usage autrefois.

## Illustrations familiales

### Les serviteurs de l'État
- Juan de Soria, appelé également Juan de Osma, fut chancelier du roi Ferdinand III de Castille de 1217 à 1247. Abbé de Santander puis de Valladolid, il fut nommé évêque d'Osma, puis évêque de Burgos. Il fut l’un des chroniqueurs de cette époque, auteur de la Chronique des Rois de Castille écrite entre 1223 et 1237.
- Don Gomez de Fernandez de Soria fut ambassadeur de Castille en Aragon, sous le règne de Alphonse XI de Castille dans la 1re moitié du XIVe siècle.
- Martin de Soria fut secrétaire des Rois Catholiques dans la 2e moitié du XVe siècle.
- Juan de Soria, son fils, fut le secrétaire privé du roi Ferdinand II d'Aragon, archidiacre de Séville, contrôleur et trésorier pour les voyages de Christophe Colomb en 1493.
- Luis de Soria fut conservateur de la Chambre Royale de Séville en 1486.
- Alonso de Soria fut secrétaire de l'empereur Charles-Quint en 1527.
- Diego Lope de Soria fut ambassadeur de Charles-Quint à Gênes de 1523 à 1529, ambassadeur à Venise de 1533 à 1539, et commissaire général des armées impériales d’Italie.
- Martin de Soria de Velasco fut l’envoyé de Charles-Quint en 1548 à Bologne pour protester contre la translation du Concile de Trente.
- Don de Soria fut ambassadeur du roi Philippe II d'Espagne à Rome au XVIe siècle.

### Les ecclésiastiques
- Juan de Soria fut évêque de Jaén, en Andalousie, de 1338 à 1375.
- Rodrigo de Soria fut évêque de Malaga, en Andalousie, de 1458 à 1486.
- Bartolome de Soria fut évêque d’Almérie, en Andalousie, en 1473.
- Juan de Soria, religieux, fut le réformateur des chevaliers et des chanoines de Saint Jacques de l’Epée à la demande de Ferdinand II d'Aragon à la fin du XVe siècle.
- Diego de Soria fut évêque de Cagayan, puis évêque de Ségovie, en Vieille Castille, dans la 1re moitié du XVIIe siècle.
- Melchior de Soria y Vera (es) fut évêque in partibus de Troade (de) de 1600 à 1618.
- Bonaventure de Soria, cordelier, fut le confesseur de la reine de France Marie-Thérèse d'Autriche (1638-1683) dans la 2e moitié du XVIIe siècle.
- Antonio-Joachim de Soria fut évêque de Valladolid à la fin du XVIIIe siècle.
- Lorenzo Igual de Soria fut évêque de Pampelune de 1795 à 1803, puis évêque de Plasencia  de 1803 à 1814.

### Les militaires
On trouve trace de nombreux officiers qui servirent dans les armées royales et impériales tout au long des siècles.
Néanmoins on peut citer :
- Ferdinand de Soria fut lieutenant du Grand Amiral de Castille en 1497.
- Antonio de Soria fut gouverneur de Pampelune en 1613.
- Diego de Soria de Crispano fut gouverneur de Messine, en Sicile, en 1673.
- Joaquín de Soria-Santa Cruz y Guzmán (1748-1814), général de l'armée royale espagnole, fut le 2e gouverneur des missions jésuites des Guaranis  et le 12e gouverneur de Montevideo.

### Les conquistadors
De nombreux Soria participèrent à la colonisation du Nouveau Monde et y firent souche. 
- Pedro de Soria fit partie de l’expédition de Alonso de Ojeda lors de la découverte du Venezuela en 1499.
- Alonso de Soria-Quintana fut sous-gouverneur et capitaine général de l’île Grande Canarie en 1546.

Venue de la ville de Moguer en Andalousie, une branche des Soria s'installa dans les îles Canaries au milieu du XVIe siècle.
- Pedro de Soria dit "l'Ancien" (1525-1600) fut le représentant du roi Philippe II à Tenerife à partir de 1575.

On peut citer également ses trois fils :
- Gaspar de Soria lui succéda dans ce poste et fut le capitaine de l'Infanterie Espagnole de Tenerife. Il avait épousé Dona Ana de Ortega Pimentel ; leur descendance a formé la distinguée famille Soria-Pimentel, dont descendent beaucoup de familles nobles des Canaries.

Ses frères passèrent en Argentine :
- Juan de Soria y Bustamante fut l'un des fondateurs, avec Jerónimo Luis de Cabrera, de la ville de Cordoue dont il fut corrégidor à partir de 1584. Il fut à l'initiative de l'installation de la première fabrique de verre du pays, et probablement de l'Amérique du Sud où ses productions étaient exportées.
- Pedro de Soria dit "le Jeune" fut également corrégidor de Córdoba vers 1600.

Venue de la ville de Trujillo en Castille, on trouve également :
- Rodrigo de Soria-Cervantes fut le commandant des officiers de la ville de la Nouvelle-Madrid en Argentine en 1598. Marié avec Dona Isabel de Alarcon, leur fille Béatrice de Soria-Cervantes y Alarcon s'établit à Buenos Aires. Sa descendance continua par voie féminine dans les meilleures familles d'Argentine.

### Autres illustrations
- Francesco de Soria et Ferdinand de Soria aidèrent Christophe Colomb à préparer ses expéditions.
- Jéronimo de Soria y Velasquez fut le doyen de la cour de justice du Mexique dans la 1re moitié du XVIIIe siècle.
- Juan de Soria (1700-1767), bibliothécaire de l’université de Pavie, professa la philosophie avec talent. On a de lui différents ouvrages.

## Armorial
Les armes anciennes accordées par Alphonse Ier d'Aragon sont : De gueules à un pont de quatre arches d'argent, soutenu d'une champagne d'azur chargée de deux fasces ondées du second ; ledit pont sommé d'une tour d'argent surmontée d'une couronne royale d'or.
Ces armes sont restées celle de la branche principale ; on trouve également sept autres blasons, correspondants aux sept autres branches formées par la descendance de Don Fortun Lopéz de Soria.

## Devise
<< Soria Pura, cabeza de Extramadura >> est la devise antique de la maison de Soria, et peut se traduire par Soria, cœur pur tête forte.
Aujourd'hui cette devise est également celle de la ville de Soria.

## Château
La famille de Soria, forte de son influence et avec l'aide des rois Alphonse Ier et Sanche IV de Castille, fit bâtir à Soria un château imposant qui fut l'un des mieux défendus d'Espagne au XIIe siècle. À peu près aussi grand que la forteresse de Jérusalem, le château fut construit sur une colline, et c'est à l'intérieur de son enceinte murée d'un kilomètre carré que se développa la nouvelle ville. Sur un plan à peu près rectangulaire, avec une enceinte de huit kilomètres, le château était constitué d'un donjon principal à l'est, avec des barrières intérieures et extérieures munies de tours, une citerne et des réservoirs d'eau pour la ville, le long de la colline. À ses pieds, le pont sur le Douro en défendait l'accès et il existait plusieurs portes fortifiées le long de l'enceinte.
Cet ensemble formait à l'origine une citadelle qui constituait, avec d'autres, un rempart entre les terres chrétiennes espagnoles et les possessions des Maures. Ayant connu au cours des siècles différents sièges et de nombreux assauts, le château fut incendié et reconstruit plusieurs fois, et passa dans le domaine  royal. En 1812, il fut dynamité par le général José-Frédérico Duran, pendant les guerres napoléoniennes. Il en reste aujourd'hui quelques ruines.

## Particularités historiques
- Dona de Soria, dame de la cour de la reine Jeanne (épouse de Henri II de Castille), fut le grand amour du connétable Bertrand Du Guesclin, à qui elle donna sa seule descendance connue. Leur fils Olivier du Guesclin (né vers 1366), est l'ancêtre des marquis de Fuentès (es).
- Juan de Soria, conquistador, fut assassiné par des Indiens à Mexico en 1520, avec d'autres compagnons dont le favori de Hernan Cortés.
- Felipe de Soria, capitaine d'une compagnie de cavalerie, fut l'un des trois prisonniers survivants en 1595 lors de l'enlèvement à Spa du nonce apostolique Malvasius, par les Hollandais.
- Alonso Alvarez de Soria était un poète maudit, satirique et marginal de ce qu'on a appelé le Siècle d'or espagnol. Il fut pendu à l'âge de 30 ans en 1603.
- Magdalena de Soria tua son mari car il la traitait fort mal, puis se donna la mort pour se punir, et laissa une épitaphe versifiée pour expliquer son geste.
- Bernardo Felipe de Soria de Caceres fut un inquisiteur qui sévit à Cordoue en 1724.
- Alonso de Soria de Herrera, corrégidor de Tolède à la fin du XVIIe siècle, a été portraituré par El Greco.
- Le portrait de Clara de Soria a été peint par Francisco de Goya. En 1900, il appartenait à la collection Rothschild au château de Ferrières. Réquisitionné par les Allemands en 1941 pour le musée d'Adolf Hitler, le maréchal Göring le choisit pour son musée personnel. Le tableau fut retrouvé en 1945 par les Américains dans les mines de sel à Salzbourg.

## Les Soria en France
Antoine de Soria, de la branche de Castille, passa au service de la duchesse de Savoie, née Béatrice de Portugal (1504-1538). De là, il vint en France et rendit hommage à François Ier en 1536. Il reçut du roi Henri II de France des lettres de naturalisation. Sa descendance se fixa dans le Comté de Bourgogne.
Une autre branche, de religion israélite, installée en Gironde depuis le début du XVIe siècle, existe sous le patronyme Diaz de Soria. Elle occupa une place dans le négoce durant le siècle d'or de Bordeaux et a donné deux musiciens distingués au cours du XIXe siècle, Jacob-Frédéric et Jules Diaz de Soria (1843-1919).
Le nom des Soria est gravé au Panthéon, en hommage à Guido Diaz de Soria, né en 1877, écrivain combattant mort pour la France en 1916.